# Fleur Adcock
Pour les articles homonymes, voir Adcock.
Fleur Adcock, née le 10 février 1934 à Auckland et morte le 10 ou le 11 octobre 2024 à Londres, est une poétesse et éditrice néo-zélandaise. D’ascendance anglaise et nord-irlandaise,  elle a passé la plus grande partie de sa vie en Angleterre et publié treize recueils de poèmes. C'est une des voix notables de la littérature néo-zélandaise.

Bien représentée dans les anthologies de poésie néo-zélandaises, elle a reçu un doctorat honoris causa en littérature de l'université Victoria de Wellington et a été décorée de l'ordre de l'Empire britannique en 1996 pour « sa contribution à la littérature néo-zélandaise ».
En 2008, elle a été faite compagnon de l'ordre du Mérite de Nouvelle-Zélande, pour services rendus à la littérature.

## Biographie
Kareen Fleur Adcock est née dans la banlieue d’Ōtāhuhu à Auckland, en Nouvelle-Zélande. Elle est la fille de la poétesse Irene Adcock (d) (1908-2001), fondatrice de la New Zealand Poetry Society et sa sœur, Marilyn Duckworth est romancière, poétesse et nouvelliste. Sa famille a vécu de 1939 à 1947 en Angleterre avant de revenir en Nouvelle-Zélande.
En août 1952, elle épouse Alistair Te Ariki Campbell. Après leur divorce en 1958,  elle épouse en février 1962 Barry Crump, dont elle divorce en 1963. Elle a deux fils de son premier mari : Gregory et Andrew.
De 1958 à 1962, Fleur Adcock est maîtresse de conférences en lettres classiques et bibliothécaire à l'université d'Otago à Dunedin, puis bibliothécaire à la bibliothèque Alexander-Turnbull de Wellington de 1962 à 1963.
En 1963, elle retourne en Angleterre et occupe un poste de bibliothécaire au ministère des Affaires étrangères et du Commonwealth à Londres. À cette époque, elle a déjà publié des poèmes dans quelques revues littéraires néo-zélandaises. Son premier recueil de poèmes, The Eye of the Hurricane, est publié en Nouvelle-Zélande en 1964, et en 1967 Tigers est son premier recueil publié en Grande-Bretagne.
En 1975, Fleur Adcock retourne quelques mois en Nouvelle-Zélande pour la première fois depuis son installation à Londres, et choisit, à son retour en 1976, de se consacrer à plein temps à la littérature. 
De 1977 à 1978, elle reçoit une bourse d’écriture créative du Conseil des arts au Charlotte Mason College of Education de Windermere, puis une seconde bourse de la Northern Arts Literary Fellowship des universités de Newcastle et de Durham de 1979 à 1981.
À partir de 1980, elle vit à East Finchley, au nord de Londres.

## Œuvres
- 1964 : Eye of the Hurricane, Wellington : Reed[4]
- 1967 : Tigers, Londres : Oxford University Press[4]
- 1971 : High Tide in the Garden, Londres : Oxford University Press[4]
- 1974 : The Scenic Route, Londres et New York : Oxford University Press[4]
- 1979 : The Inner Harbour, Oxford et New York : Oxford University Press[4]
- 1979 : Below Loughrigg, Newcastle-upon-Tyne : Bloodaxe Books[4]
- 1983 : Selected Poems, Oxford et New York : Oxford University Press[4]
- 1986 : Hotspur: a ballad, Newcastle-upon-Tyne : Bloodaxe Books[4]
- 1986 : The Incident Book, Oxford ; New York : Oxford University Press[4]
- 1988 : Meeting the Comet, Newcastle-upon-Tyne : Bloodaxe Books[4]
- 1991 : Time-zones, Oxford et New York : Oxford University Press[4]
- 1991 : Selected Poems, Oxford et New York : Oxford University Press[4]
- 1993 : Mary Magdalene and the Birds: Mezzo-soprano and Clarinet, par Dorothy Buchanan, avec des mots de Fleur Adcock, Wellington : Waiteata Press[4]
- 1993 : Five Modern Poets: Fleur Adcock, U.A. Fanthorpe, Tony Harrison, Anne Stevenson, Derek Walcott, édité par Barbara Bleiman, Harlow (Angleterre) : Longman[4]
- 1997 : Looking Back, Oxford et Auckland : Oxford University Press[4]
- 2000 : Poems 1960-2000, Newcastle-upon-Tyne : Bloodaxe Books[4]
- 2004 : Contributor, The 2nd Wellington International Poetry Festival Anthology, édité et compilé par Mark Pirie, Ron Riddell et Saray Torres. Wellington : HeadworX[4]